# Bredene Koksijde Classic 2024
La Bredene Koksijde Classic 2024, ventunesima edizione della corsa e valevole come quattordicesima prova dell'UCI ProSeries 2024 categoria 1.Pro, si svolse il 15 marzo 2024 per un percorso di 201,2 km, con partenza da Bredene ed arrivo a Koksijde, in Belgio. La vittoria fu appannaggio dell'italiano Luca Mozzato, il quale completò il percorso in 4h46'31", alla media di 42,134 km/h, precedendo l'olandese Dylan Groenewegen e il belga Gerben Thijssen.
Sul traguardo di Koksijde 71 ciclisti, dei 132 partiti da Bredene, portarono a termine la competizione.

## Squadre e corridori partecipanti
| N.    | Cod. | Squadra                   |
| ----- | ---- | ------------------------- |
| 1-7   | IWA  | Intermarché-Wanty         |
| 11-17 | SOQ  | Soudal Quick-Step         |
| 21-27 | UAD  | UAE Team Emirates         |
| 31-37 | DSM  | Team DSM-Firmenich PostNL |
| 41-47 | JAY  | Team Jayco AlUla          |
| 51-57 | ADC  | Alpecin-Deceuninck        |
| 61-67 | ARK  | Arkéa-B&B Hotels          |
| 72-77 | LTK  | Lidl-Trek                 |
| 81-87 | LTD  | Lotto Dstny               |
| 91-97 | IPT  | Israel-Premier Tech       |

| N.      | Cod. | Squadra                    |
| ------- | ---- | -------------------------- |
| 101-107 | UXM  | Uno-X Mobility             |
| 111-117 | TEN  | TotalEnergies              |
| 121-127 | BWB  | Bingoal WB                 |
| 131-137 | TFB  | Team Flanders-Baloise      |
| 141-147 | Q36  | Q36.5 Pro Cycling Team     |
| 151-157 | TNN  | Team Novo Nordisk          |
| 161-167 | TDT  | TDT-Unibet Cycling Team    |
| 171-177 | TUD  | Tudor Pro Cycling Team     |
| 181-187 | TIS  | Tarteletto-Isorex          |
| 191-197 | VWT  | VolkerWessels Cycling Team |

## Ordine d'arrivo (Top 10)
| Pos. | Corridore        | Squadra       | Tempo    |
| ---- | ---------------- | ------------- | -------- |
| 1    | Luca Mozzato     | Arkéa         | 4h46'31" |
| 2    | D. Groenewegen   | Jayco         | s.t.     |
| 3    | Gerben Thijssen  | Intermarché   | s.t.     |
| 4    | Simone Consonni  | Lidl          | s.t.     |
| 5    | Arnaud De Lie    | Lotto         | s.t.     |
| 6    | Emīls Liepiņš    | DSM           | s.t.     |
| 7    | Arvid De Kleijn  | Tudor         | s.t.     |
| 8    | Timothy Dupont   | Tarteletto    | s.t.     |
| 9    | Hugo Hofstetter  | Israel        | a 4"     |
| 10   | Dries Van Gestel | TotalEnergies | s.t.     |